# زالا (استان)
زالا (به مجاری:  Zala megye) یک استان در جنوب غربی مجارستان است که نامش را از رودخانهٔ زالا گرفته‌است. زالا ۳٬۷۸۳٫۸۹ کیلومترمربع مساحت و ۲۸۲٬۱۷۹ نفر جمعیت دارد.

## نگارخانه

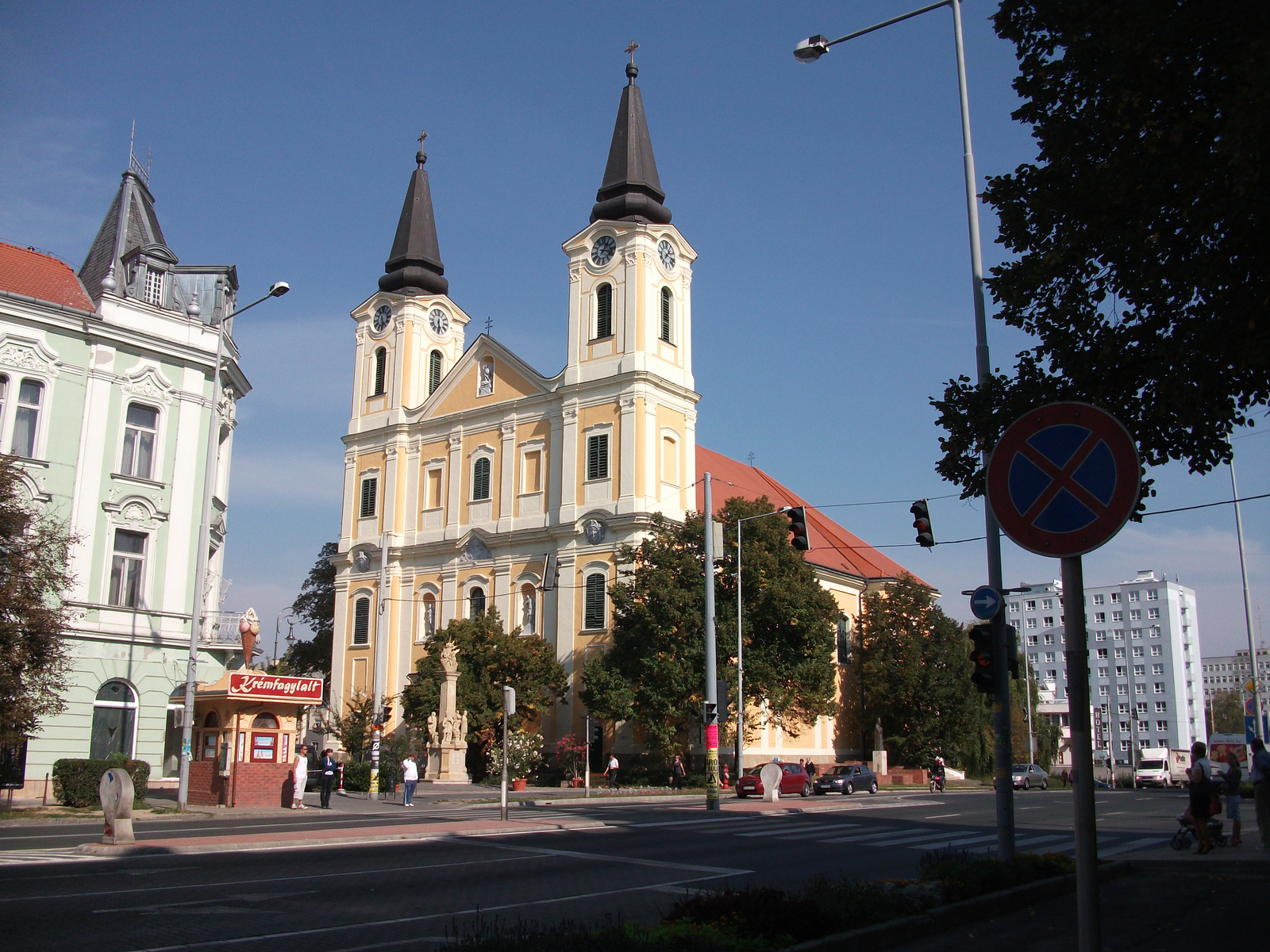
زالائگرسگ
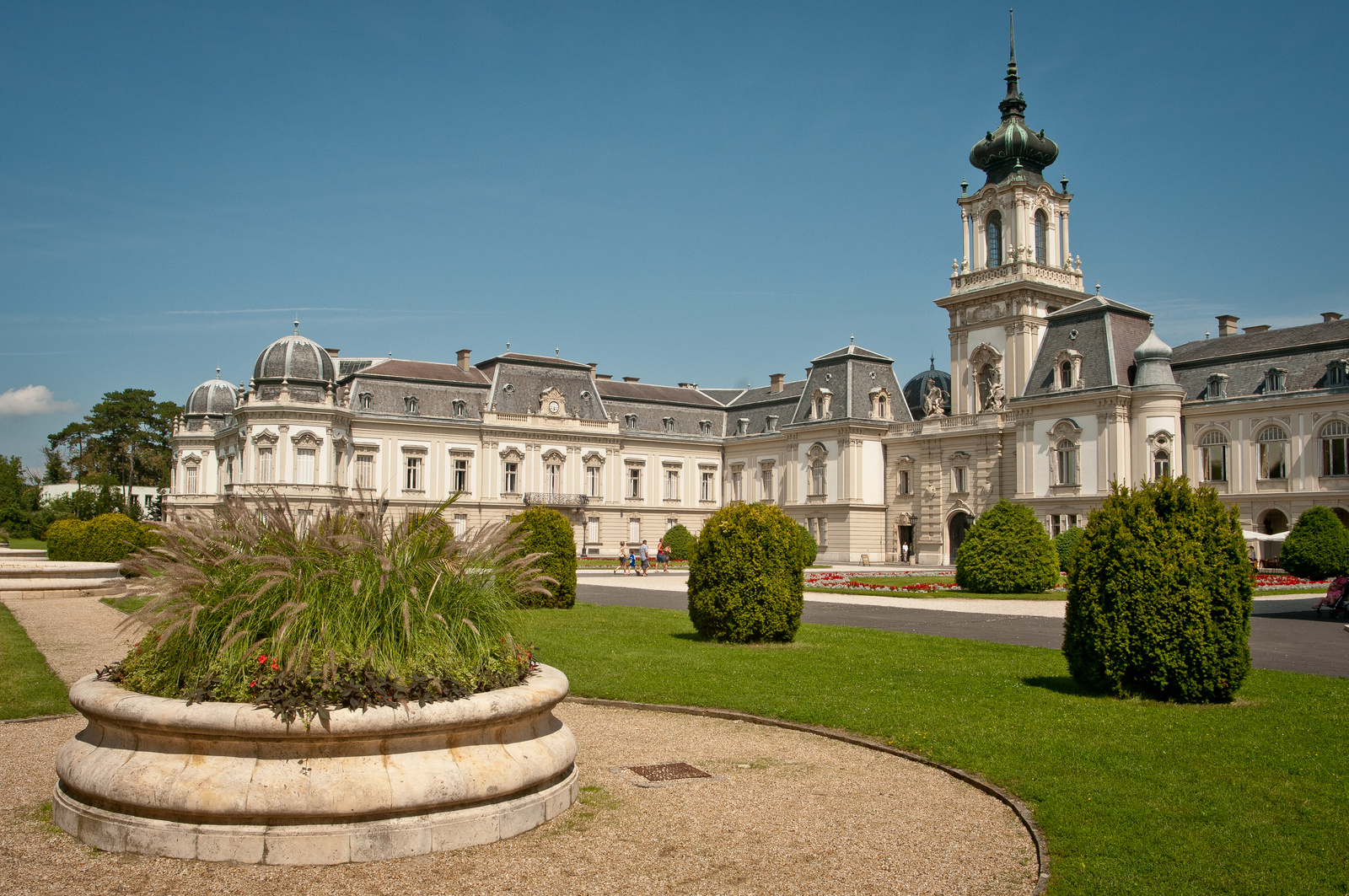
کاخ فشتِتیچ در کِست‌هِی
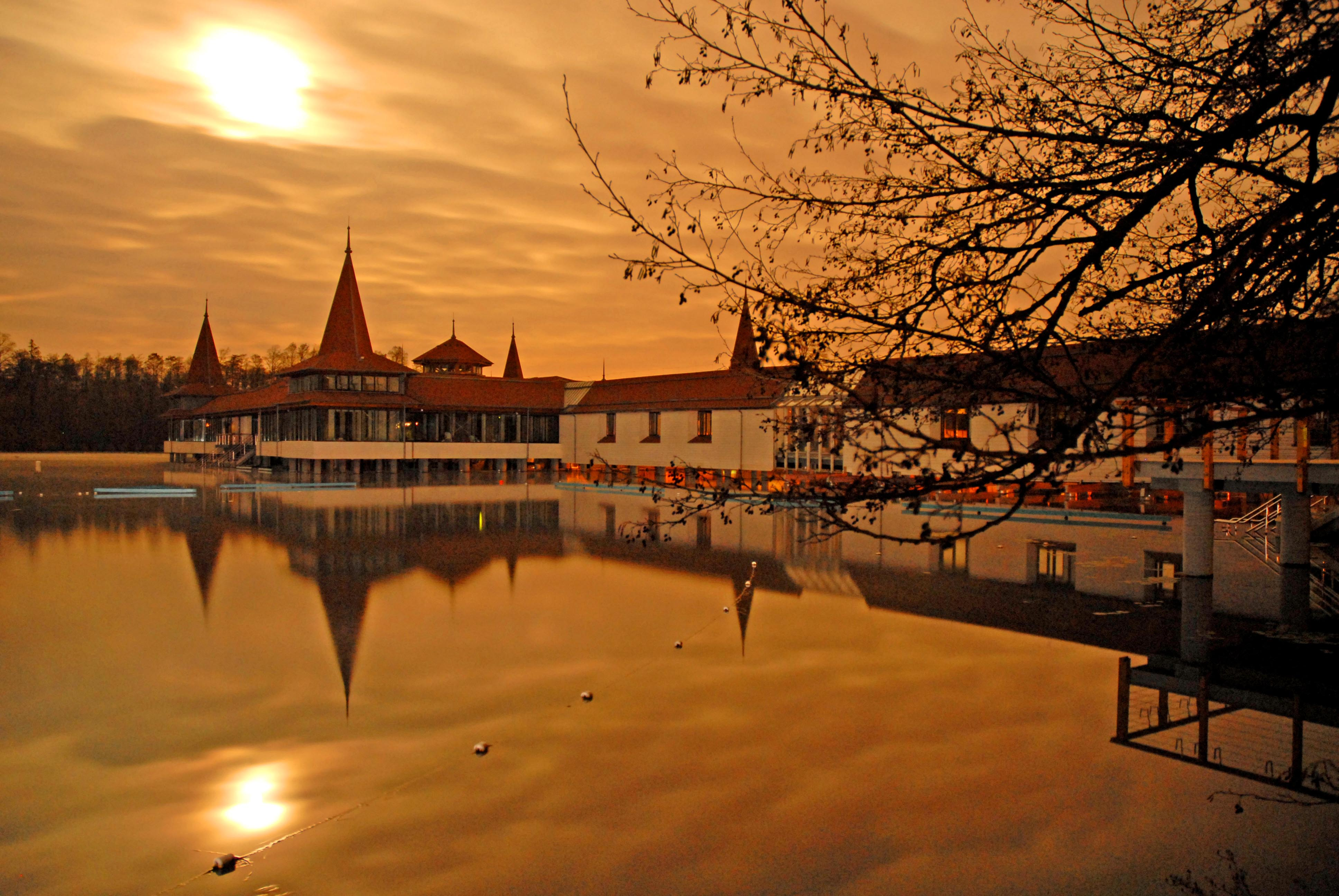
دریاچه هویز، بزرگترین دریاچه آب معدنی در اروپا
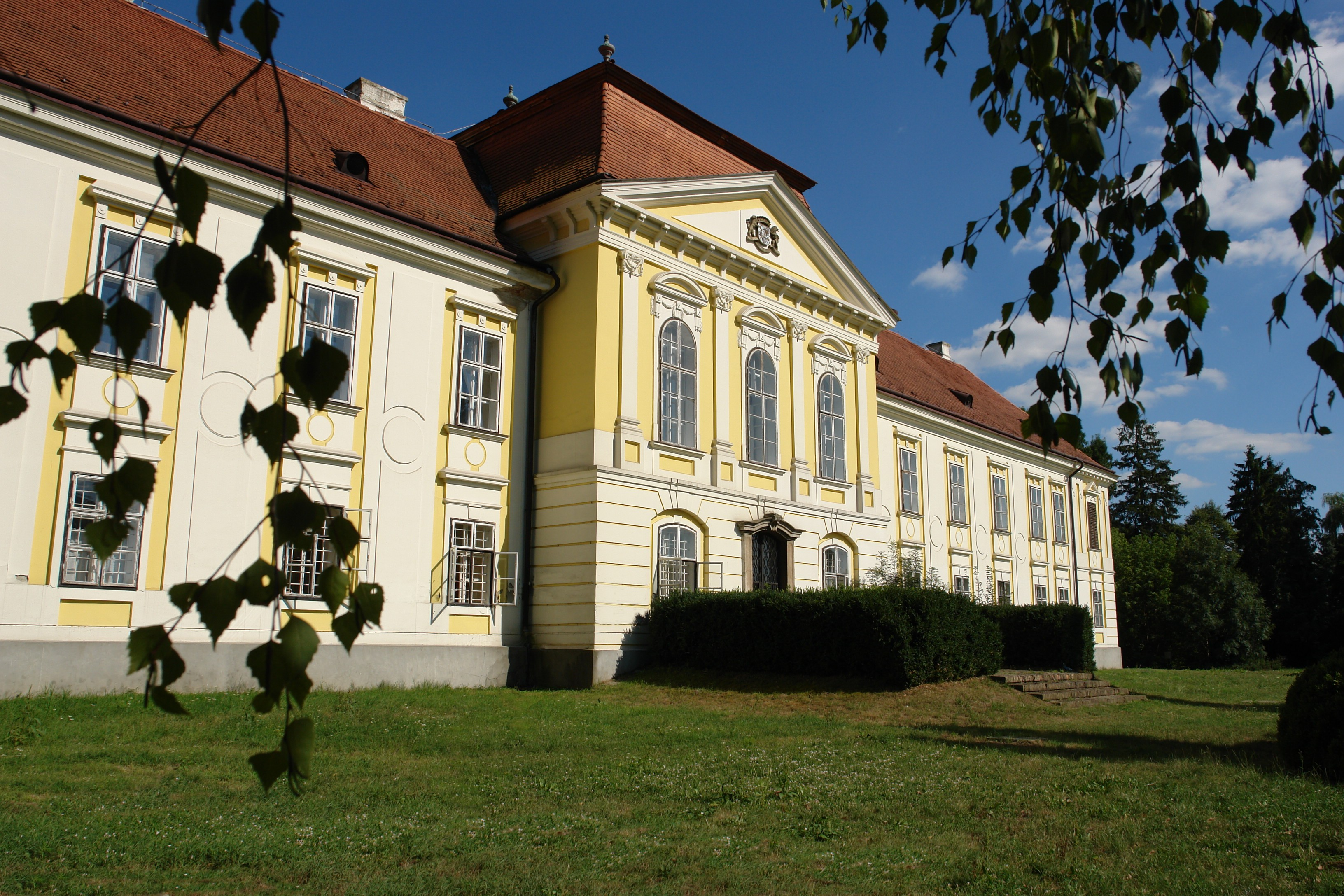
کاخ باتیانی در زالاسِنت‌گروت
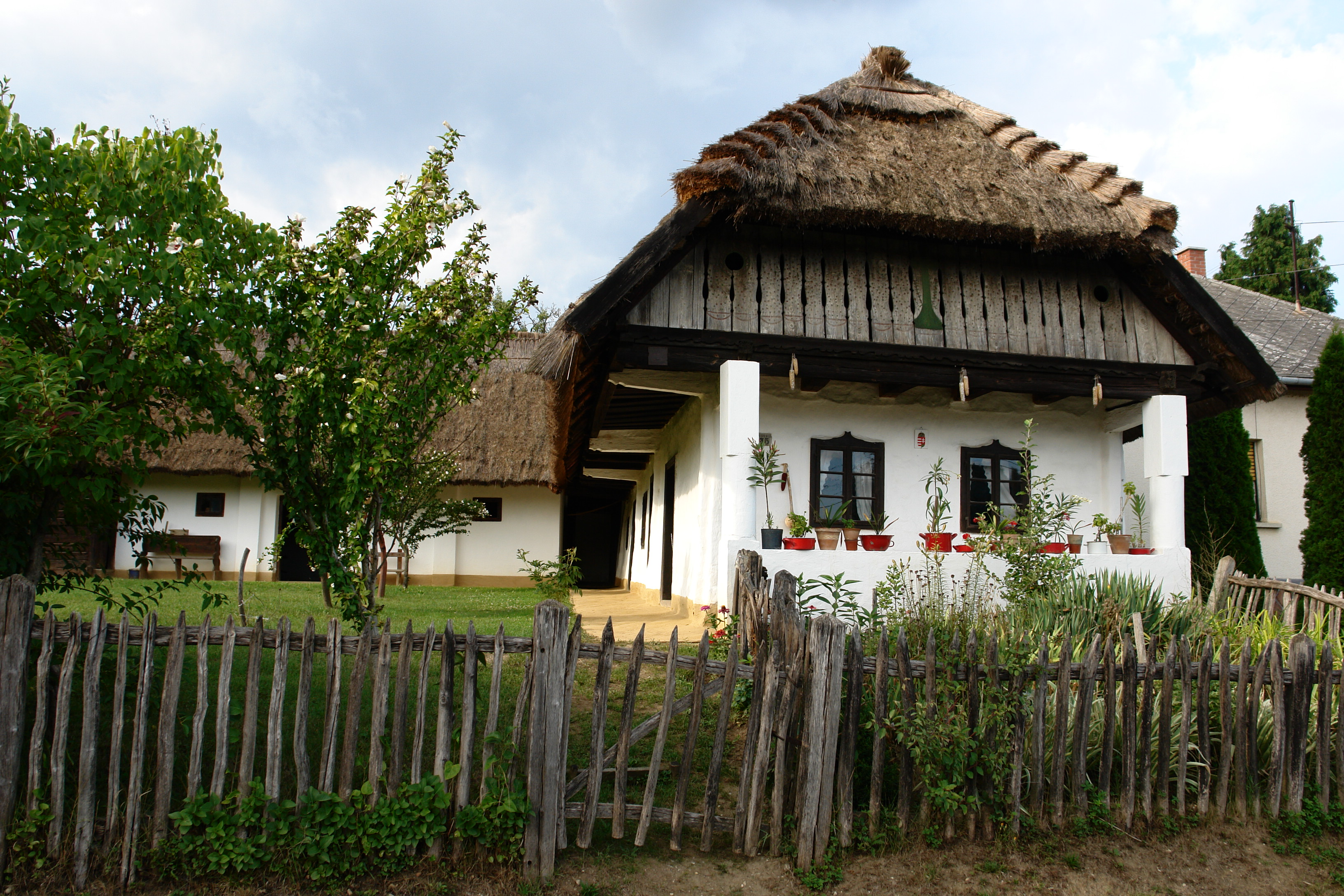
خانه‌ای سنتی در زالالووو